# The Qualitons
A The Qualitons 2008 tavaszán alakult magyar pszichedelikus funk-rock-beat zenekar.

## Stílus
A The Qualitons sajátos funk-rock-experimentális zenéjét a koncerteken a vokális, fülbemászó dalok, a groove-os lüktetés, a pszichedélia és az improvizáció különleges találkozása jellemzi. Zenei anyaguk merész, progresszív irányt mutat, de jellemző a sokvokálos, többtételes, akár 10 perces dalok és a groove-os alapok. 
A Qualitons első albuma 2010. szeptember 20-án jelent meg világszerte „Panoramic Tymes” címmel a német Tramp Records gondozásában.
Második albumuk, a „Tomorrow’s News” 2014-ben jelent meg a Grund Records kiadásában, és már kizárólag vokális dalokat tartalmaz.
Harmadik albumuk az „Echoes Calling”, 2018-ban jelent meg. Az A38 hajón került bemutatásra, a zenekar 10 éves fennállását is ünneplő jubileumi koncert keretén belül.
Következő daluk már egy új lemezükre készült, a KEX zenekar egyik dalának feldolgozása, Zöld-sárga címmel. A Kexek címet viselő lemez 2019-ben jelent meg.
A zenekar a COVID kitörése előtt, 2020. február 14-én adta egyik utolsó koncertjét, mely a Kexek lemez bemutatója is volt egyben. A koncerten a Kex együttes dalainak feldolgozásai előtt korábbi saját dalok is elhangzottak. A kis létszámú közönség a koncert végén megpróbálta több encore-ra is rábírni a zenekart, azonban a koncertnek helyt adó Ferencvárosi Művelődési Központot a fenntartó időben be akarta zárni, ezért a közönség némileg csalódottan volt kénytelen távozni.
A feloszlás bejelentése előtti utolsó koncertjükre 2021. augusztus 2-án került sor az Ördögkatlan Fesztiválon.
2022. április 20-án jelentették be, hogy a zenekar az akkori formájában feloszlik, de a zenekar hangsúlyozta, hogy ez nem feltétlenül jelent végleges búcsút a közönségtől.
Másfél év és egy tagcsere után, 2023. decemberében jelentkeztek új videóval, és ekkor jelentették be új lemezüket is. A bemutató dátuma 2024. május 10.

## Kovács Kati és a Qualitons
Az énekesnő és a zenekar kapcsolata 2009 őszén indult, az A38 Hajón bemutatott koncerten, melyet számos koncert, majd 2010 tavaszától őszéig tartó nagy sikerű turné követett. Májusban a zenészek már közös album tervéről nyilatkoztak, nagy lelkesedéssel. A koncertek tomboló sikere alapján a minden korosztályt képviselő rajongótábor részéről a terveket nagy várakozás övezte. Az album felvétele azonban mégsem valósult meg, az énekesnő és a zenekar közös munkájának vége szakadt.

## Echoes Calling
A zenekar harmadik albuma a 2019-es Fonogram díjátadón elnyerte a 2018 legjobb Hazai alternatív / indie-rock kategória díját.
A számok hozzák a zenekartól megszokott magas színvonalat, a pszichedelia, a funk és rock találkozását, de ezúttal még merészebb vizekre eveznek. Mindegyik dal egy külön műalkotás, a dalok hosszabbak, nem egyszer 8 perc fölé mennek, többtételesek, tele váratlan zenei fordulatokkal. Jelen van a lemezen a táncos-groove-os kis francia szerelmes andalgás, a basszus és a fuzz-os gitár összesimuló “stonereskedése” és a dobszólók is.
Nagyobb hangsúlyt kapnak az instrumentális részek, több számban is kétdobos hangszereléssel, tökéletes egyensúlyt teremtve G. Szabó Hunor énekével és a kifejező dalszövegekkel. Extra újdonságként Boros Levente és Menyhei Ádám zenekartagok is énekelnek egy-egy dalt.
A lemezen nagy hangsúlyt kap a fiúk tökéletes vokálkórusa, amire ezúttal külön dalok is épülnek. A hanganyag szalagra rögzített, egyben feljátszott.

## Tagok
MARK I 2008–2009
- G. Szabó Hunor – dob, ének
- Hock Ernő – basszusgitár
- Kanada Káosz – csörgők, shaker
- Benkő Dávid – billentyűk
- Szőke Barna  – gitár

MARK II
2009–2012
- G. Szabó Hunor – dob, ének
- Hock Ernő – basszusgitár, ének
- Kanada Káosz – csörgők, shaker
- Premecz Mátyás – Hammond orgona, vokál
- Szőke Barna  – gitár

MARK III 2012–2018. szeptember, majd 2019. július – 
- G. Szabó Hunor – gitár, dob, ének
- Hock Ernő – basszusgitár, ének
- Szőke Barna  – gitár
- Boros Levente – dob, vokál
- Menyhei Ádám – billentyűk, vokál

MARK IV 2018. szeptember – 2019. július
- G. Szabó Hunor – gitár, dob, ének
- Hock Ernő – basszusgitár, ének
- Szőke Barna  – gitár
- Boros Levente – dob, vokál
- Weil András – billentyűk, vokál

MARK V 2023. december – 
- Hock Ernő – basszusgitár, ének
- Szőke Barna  – gitár
- Boros Levente – dob, vokál
- Weil András – billentyűk, vokál
- Menyhei Ádám – billentyűk, vokál

## Elismerések
- Fonogram-díj (2019)

## Diszkográfia

### Nagylemezek
|      |                            |               |               |                      |              |              |
| Év   | Cím                        | Kiadó         | Katalógusszám | Formátum             | Típus        | Ország       |
| 2008 | Soulbeat koncert 1.        | S-10 Records  |               | CD                   | koncertalbum | Magyarország |
| 2009 | Soulbeat koncert 2.        | S-10 Records  |               | CD                   | koncertalbum | Magyarország |
| 2010 | Panoramic Tymes            | Tramp Records |               | CD                   | stúdióalbum  | Magyarország |
| 2014 | Tomorrow’s News            | Grund Records |               | CD                   | stúdióalbum  | Magyarország |
| 2018 | Echoes Calling             | The Qualitons | QTONE-001     | Vinyl                | stúdióalbum  | Magyarország |
| 2019 | Kexek                      | The Qualitons |               | Vinyl                | stúdióalbum  | Magyarország |
| 2024 | Club Eco Vol.I (The Train) | The Qualitons |               | Vinyl, CD, digitális | stúdióalbum  | Magyarország |

### Kislemezek
| Év   | Cím                      | Kiadó         | Katalógusszám | Formátum | Típus  | Ország       |
| ---- | ------------------------ | ------------- | ------------- | -------- | ------ | ------------ |
| 2009 | Plutonium / One Man Song | Tramp Records |               | SP       | stúdió | Magyarország |
| 2010 | Mellbimbo / Kulmi        | Tramp Records |               | SP       | stúdió | Magyarország |